# 稷下の学士
稷下の学士（しょくかのがくし）は、中国の戦国時代、斉の国都である臨淄に集まった学者たちである。臨淄の城門のひとつである「稷門」の近くに住んだことから、この名がある。

## 概要

### 稷下の学士とは
紀元前4世紀、斉の盛時をもたらした威王や宣王は、各地から多くの学者を集めた。これらの学者には、臨淄の13の城門のうち西門の一つである稷門の近く（稷下）の邸宅が与えられ、多額の資金を支給して学問・思想の研究・著述にあたらせた。こうした学者たちは「稷下の学士」「稷下先生」などともよばれ、陰陽家の鄒衍、贅壻であった淳于髠、道家である田駢、道家にも法家にも属する慎到、これも道家の接予、もう一人の著名な道家で環淵、性悪説を唱えた儒家の荀子、白馬非馬説で有名な兒説、墨家系統だが道家でもある宋銒、これも墨家系統であるが道家でもある尹文、兵法家で世に名高い孫臏などが著名である。
このような積極的な人材登用に刺激されたのか、性善説で有名な孟子も斉に仕官しに来た。しかし孟子は、俸給ももらわずただ論争するのみの学士と同等にされたくなく、稷下の学士と同じ対応を拒み、宣王の師としての対応を要求した。
鬼谷は斉人であったが、稷下の学士であったかどうかは不明である。鬼谷は蘇秦と張儀の師である。
稷下の学士たちは日々論争し、人々はこれを百家争鳴と呼んだ。さまざまな思想や学問が接触し、学者たちの間で討論が行わることで、論理が磨かれ、相互理解を深めることにつながった。こうして形成されたさまざまな学問は、稷下の学とも呼ばれる。このように討論をするので、稷下の学士は弁論術に磨きをかけ、論理を新たにしていった。そのような人物は、戦国時代では弁者や察者と呼ばれていた。
稷下の学士は、直接斉の政治に関与する人々ではなかったが、卿につぐ次官級の俸禄を与えられて優遇された。人数は、数百人から千人ともいわれている。おそらく彼らは斉の政府が政治を行う上での案を採る対象として招かれた、もしくは集まった人々であると思われる。しかし、中には例外もいる。稷下の学者村の初代村長となった淳于髠は、何度も他国に使節として派遣されている。

### 稷下の学士の始まり
斉の稷下の学士は、それより前の、魏の積極的な人材登用に刺激されて始まった。魏の文侯は、孔子の弟子である子夏に経学六芸を教わった。文侯の下には子夏と縁のある人物が多く集まった。子夏の弟子で文侯の顧問となった李克（別名・李悝）、同じく子夏の弟子で顧問になった段干木、孔子の弟子の曽子の弟子だったが破門された呉起（兵法書『呉子』の著者）、迷信の打破に尽力した西門豹、これも文侯の師匠格で田子方などである。しかし、文侯は今すぐ役に立つような実務家を求めた。そのため、儒家であると思われるような李克、西門豹は一転して法家となる必要があった。
それと比べると稷下の学士は、実務的な仕事をせず、何かのポストに就く人物は少数であった。そもそも稷下の学士を始めたと思われるのは斉の威王である。初代村長は淳于髠であり、稷下の学士の創立を進言したのも淳于髠だという説もある。

宣王、文学遊説の士を喜ぶ。鄒衍、淳于髠、田駢、接予、慎到、環淵の徒の如きより七十六人、皆、列弟を賜い、上大夫と為す。治めずして議論す。是を以て斉の稷下の学士、復た盛んにして、且に数百人ならんとす。
と『史記』にあり、上に述べられている6人が代表的な地位にあったようである。